# 모나코 대성당

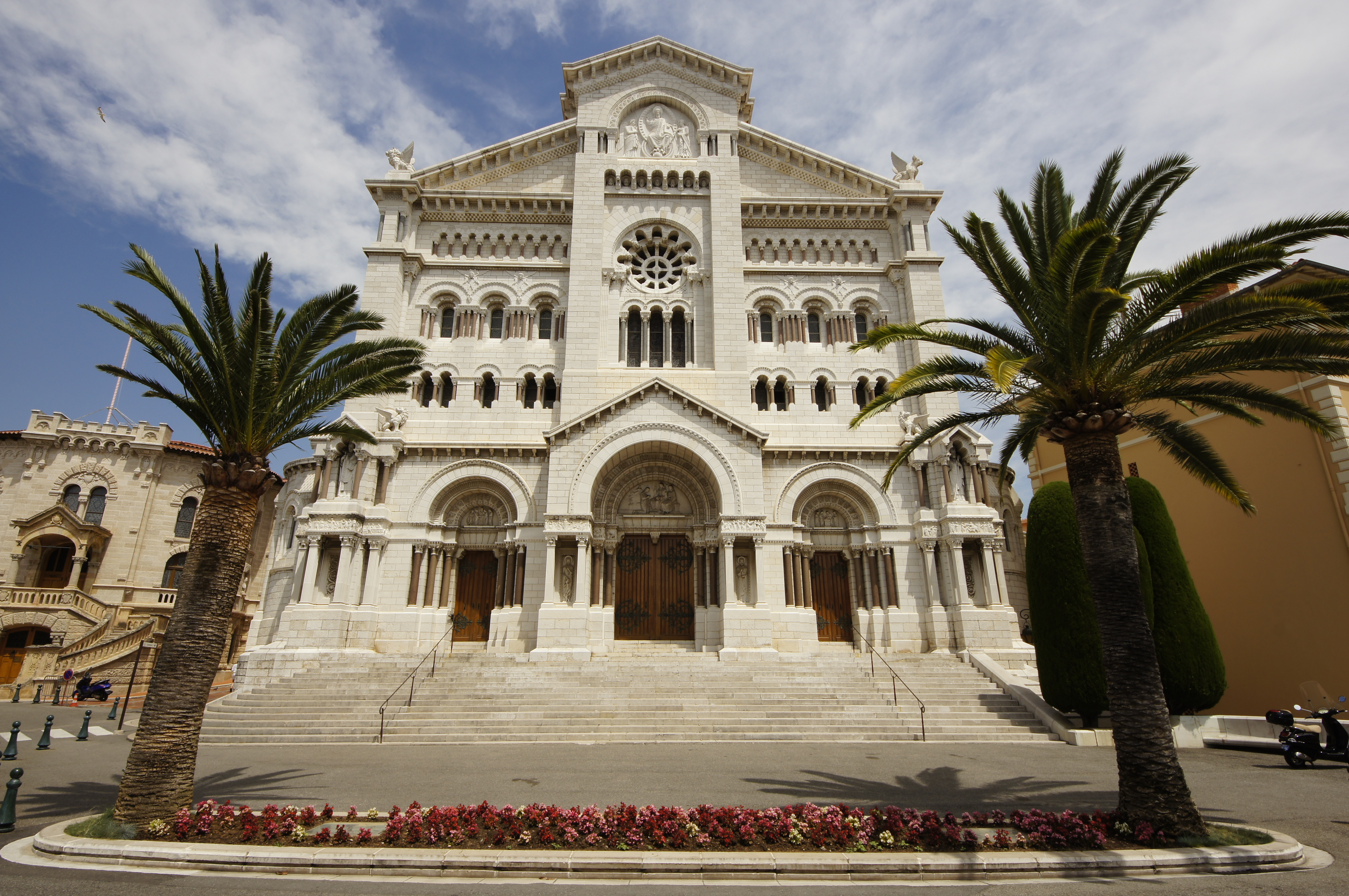
모나코 대성당

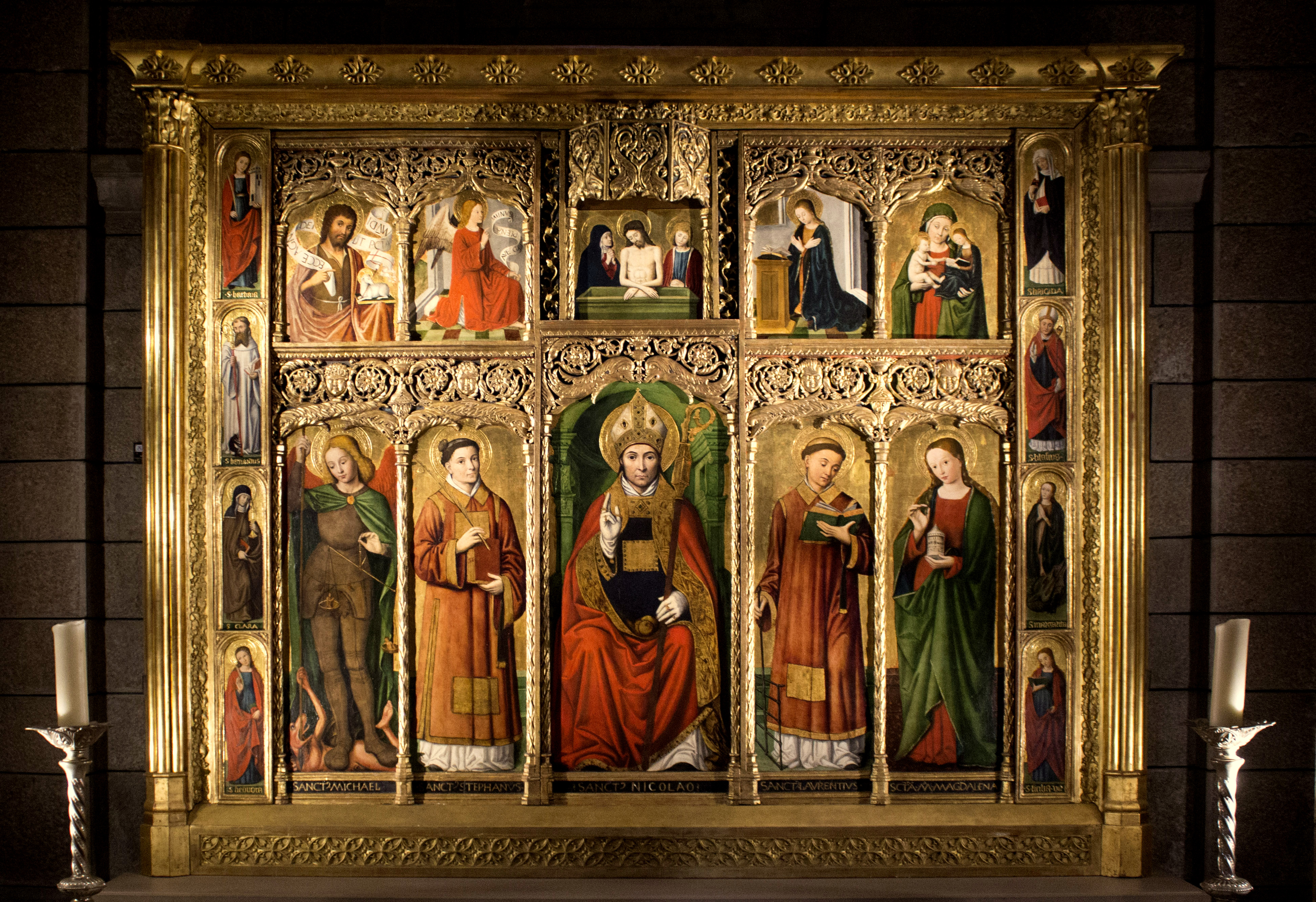
Altarpiece of St Nicolas - Ludovico Brea, 1500

모나코 대성당(프랑스어: Cathédrale de Monaco)은 모나코에 있는 대성당으로, 그레이스 켈리의 무덤이 안치되어 있다.